# 프레네-세레 공식

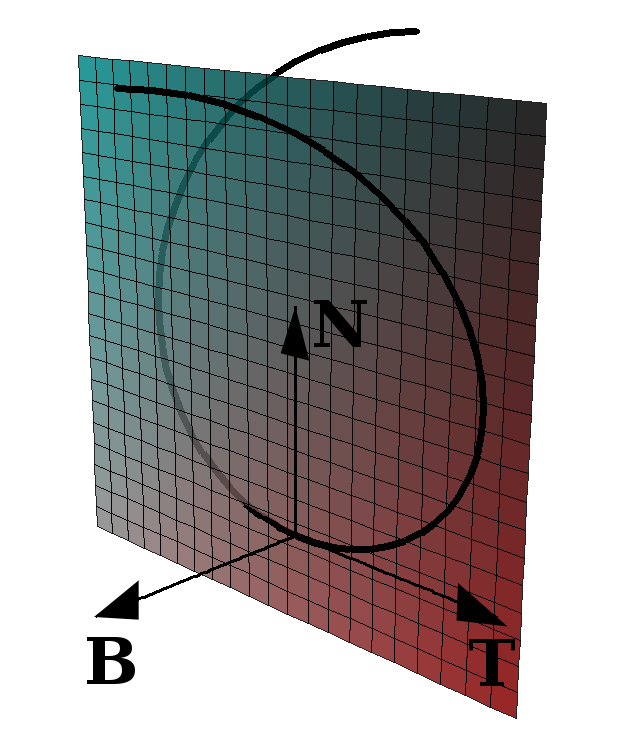
공간곡선의 T, N, B 벡터 및 T와 N으로 생성되는 접촉평면.

미분기하학에서 프레네-세레 공식(Frenet-Serret formulas)은 곡선의 움직임을 묘사하는 공식으로, 단위 접벡터, 법벡터 및 이중접벡터 사이의 관계를 나타낸다. 1847년에 이 공식을 발견한 장 프레데릭 프레네(Jean Frédéric Frenet)와 1851년에 이를 독자적으로 다시 발견한 조제프 알프레드 세레(Joseph Alfred Serret)의 이름을 땄다. 공식 자체가 발견된 것은 19세기 중반이나, 이 글에서 사용하는 벡터 기호 및 선형대수학 등은 그로부터 한참 후에 발명되었다.

## 공식

두 점에서의 T와 N 벡터 및 두 번째 틀을 첫 번째 틀의 위치로 이동시킨 결과(점선). T 벡터가 δT'만큼 변화한 것을 알 수 있다. 두 점 사이의 거리를 δs로 놓으면 δT/δs의 극한 은 N의 방향을 가리키게 되며, 곡률은 틀이 회전하는 속도를 나타낸다.

r(t)를 유클리드 공간의 곡선으로, 위치벡터를 시간의 함수로 나타낸 것이라 하자. 프레네-세레 공식은 '비퇴화 곡선'에 대해서만 적용되는데, 이는 대략적으로 말하면 곡선이 곡률을 가진다는 뜻이다. 보다 정확히 말하면, 속도벡터 r′(t)와 가속도벡터 r′′(t)가 서로 평행이 아니어야 한다.
곡선상에서 시간 t까지 입자가 움직인 거리를 s(t)로 나타내자. 여기에서 s는 호의 길이로 매개화되어, {\displaystyle s(t)=\int _{0}^{t}\|\mathbf {r} '(\tau )\|d\tau }가 성립한다. 또한 r'≠0라고 가정했으므로 t를 s에 대해 나타낼 수 있고, 이에 따라 r(s) = r(t(s))로 쓸 수 있다. 이제 비퇴화 곡선 r(s)에 대해 프레네-세레 틀을 다음과 같이 정의한다.
- 단위 접벡터 T:

{\displaystyle \mathbf {T} ={d\mathbf {r}  \over ds}.\qquad \qquad (1)}
- 단위 법벡터 N:

{\displaystyle \mathbf {N} ={{\frac {d\mathbf {T} }{ds}} \over \|{\frac {d\mathbf {T} }{ds}}\|}.\qquad \qquad (2)}
- 단위 이중법벡터 B:

{\displaystyle \mathbf {B} =\mathbf {T} \times \mathbf {N} .\qquad \qquad (3)}
(B의 정의에 등장하는 곱셈 기호에 대해서는 외적 문서를 참고할 것.)
T는 단위 벡터이므로, 위의 방정식 (2)로부터 N이 언제나 T에 수직임을 알 수 있으며, 또한 방정식 (3)으로부터 B가 T와 N 양쪽 모두에 수직이라는 것도 알 수 있다. 따라서 세 벡터는 각자에 대해 서로 수직이다. 보다 구체적으로는 다음이 성립한다:
{\displaystyle \mathbf {T} \times \mathbf {N} =\mathbf {B} ,\qquad \qquad (4)}
{\displaystyle \mathbf {N} \times \mathbf {B} =\mathbf {T} .\qquad \qquad (5)}.
{\displaystyle \mathbf {B} \times \mathbf {T} =\mathbf {N} .\qquad \qquad (6)}.
이제 드디어 프레네-세레 공식을 서술하자:
{\displaystyle {\begin{matrix}{\frac {d\mathbf {T} }{ds}}&=&&\kappa \mathbf {N} &\\&&&&\\{\frac {d\mathbf {N} }{ds}}&=&-\kappa \mathbf {T} &&+\,\tau \mathbf {B} \\&&&&\\{\frac {d\mathbf {B} }{ds}}&=&&-\tau \mathbf {N} .&\end{matrix}}}
여기에서 {\displaystyle \kappa }는 곡률이며, {\displaystyle \tau }는 곡선 비틀림이다.
프레네-세레 공식은 다른 말로 '프레네-세레 정리'라고도 하며, 다음의 행렬 기호를 이용하면 보다 간결하게 나타낼 수 있다:
{\displaystyle {\begin{bmatrix}\mathbf {T'} \\\mathbf {N'} \\\mathbf {B'} \end{bmatrix}}={\begin{bmatrix}0&\kappa &0\\-\kappa &0&\tau \\0&-\tau &0\end{bmatrix}}{\begin{bmatrix}\mathbf {T} \\\mathbf {N} \\\mathbf {B} \end{bmatrix}}.}
(이 행렬은 반대칭행렬이다.)

## 같이 보기
- 자연방정식
- 곡률
- 곡선 비틀림